# Sigurd Håkonsson
Sigurd Håkonsson (c. 895–962) (nòrdic antic: Sigurðr Hákonarson; també Sigurðr Hlaðajarl) fou un cabdill viking i jarl de Lade a Trøndelag, Noruega.
Sigurd Håkonsson era fill de Håkon Grjotgardsson, el primer jarl de Lade. L'any 900, Håkon entrà en conflicte amb un altre cabdill, Atli el Prim que es disputaven el territori del Sogn i junyiren a la batalla de Fjaler (nòrdic antic: Fjalir), on Håkon va morir-hi. Quan es va fer adult, Sigurd heretà la posició de son pare. Sigurd Håkonsson va casar-se amb Bergljot, filla de Thorir Rögnvaldarson i Ålov (Årbot) Haraldsdotter. L'any 892, Thorir assumí el seu paper de jarl de Møre després de la mort de son pare, Rognvald Eysteinsson.
Durant el regnat de Haakon I de Noruega, Sigurd tingué una posició influent com amic i conseller reial. Sigurd buscà especialment un punt d'equilibri i acostament entre el rei i el poble quan el rei intentava introduir el cristianisme. Després de la mort de Haakon a la batalla de Fitjar l'any 961.
A la tardor de 962, traït per son germà Grjotgard, Sigurd Håkonsson i el seu seguici foron assassinats per Harald II en el seu intent de reunificar Noruega a qualquier preu, mentre Sigurd i els seus partidaris participaven en unes festivitatss a Aglo, actualment Skatval, municipi de Stjørdal, el rei Harald els va cremar a tots. L'any 970, la seua mort va ser venjada pel fill de Sigurd, Håkon Sigurdsson, que s'havia aliat amb el rei de Dinamarca, Harald Blåtand.